# Hrvatski narodni savez
Hrvatski narodni savez je bila politička stranka vojvođanskih Hrvata.
Nastala je 1998., točnije, osnivačka skupština je održana 6. prosinca 1998. Većina osnivača su bili bivši članovi DSHV-a (Branko Horvat...)

Stranka je nastala kao posljedica prvih većih razmomilaiženja u radu DSHV-ovog čelništva. 

To se nepomirljivo stajalište iskazalo i u pojavi nove hrvatske stranke u Vojvodini i Srbiji, Hrvatskoga narodnog saveza.
Po jednima je do razdvajanja došlo i zato što predsjednik DSHV-a Bela Tonković nije prihvatio direktive DSHV-ovog koalicijskog partnera na lokalnoj razini, na što je potonji formirao HNS kojim je ostvario svoje prvotne namjere.
Stranka je dugo godina imala problema s vodstvom, pa je u kratkom razdoblju promijenila trojicu predsjednika. Od 1998. do 2000. predsjednik je bio Kalman Kuntić, od 2000. do 2001. Lazo Vojnić Hajduk te Franjo Vujkov od 2002. do 2004. godine. Smjenom Bele Tonkovića s čela DSHV-a, krenule su inicijative za ponovno ujedinjenje s DSHV-om.

## Stranački program
Prigodom osnivanja ove stranke, naglašeno je ova stranka druga stranka u Srbiji s hrvatskim predznakom, ali posebno se naglasilo da je temeljno načelo HNS-a da je ono stranka građanske opcije. 
Predsjednik Inicijativnog odbora Franjo Vujkov je na osnivačkoj skupštini opisao razlog nastanka HNS-a time što je utjecaj dotada jedine stranke Hrvata u Vojvodini, DSHV–a, ocijenio minornim, posebice "zbog nepreuzimanja odgovornosti i nesamokritičnosti zbog neuspjeha na prošlim izborima".

Na istoj skupštini je dao temeljna načela i glavne ciljeve HNS-a:

- priznavanje Hrvatima u Jugoslaviji statusa nacionalne manjine (1998. godine Hrvati nisu bili priznata manjina, štoviše, nazočnost hrvatske manjine je bila eksplicitno poricana od strane najviših ministara i inih dužnosnika)
- uspostavljanje suradnje sa svim hrvatskim institucijama na ravnopravnim osnovama,
- decentralizacija vlasti
- koalicijski nastup u političkom životu.

## Izborni rezultati
Na lokalnim, tj. općinskim i pokrajinskim izborima 2000. je nastupio u koaliciji sa strankom, iz koje je izdvojanjem Hrvatski narodni savez i nastao, DSHV-om.

Koalicija je bila uspješna, tako da je ova stranka uspjeli osvojiti nekolko mandata.
Naposljetku se 2004. došlo do izglađivanja nesuglasica i pomirivanja stavova s DSHV-om na povijesnom sastanku 11. veljače (iniciranom od DSHV-a) u Subotici, kada su dogovorili ujedinjenje odnosno pripajanje DSHV-u za 29. veljače, kad je bila planirana Izborna skupština DSHV. Toj odluci je pridonijelo i to što se u odnosu na prijašnje izbore uvelike promijenila etnička struktura u Subotici, koja je kulturno i političko središte Hrvata u Srbiji. Drugi veliki poticaj ujedinjenju je bila pojava nove stranke G17+ koja je dobila dosta glasova u izbornim jedinicama gdje su Hrvati brojniji, što je ukazivalo na odljev hrvatskih glasova prema toj stranci.

Pregovore o ujedinjenu su vodili u ime DSHV-a v.d. predsjednika Petar Kuntić i dopredsjednici Josip Gabrić i Martin Bačić i članovi Predsjedništva i Vijeća Marko Berberović, Đorđe Čović i Josip Jaramazović. U ime HNS-a su pregovarali predsjednik Franjo Vujkov te iz predsjedništva stranke Branko Horvat,  Bela Ivković i Dujo Runje.
Dotadašnji predsjednik HNS-a Franjo Vujkov je kasnije postao dopredsjednik Demokratskog saveza Hrvata u Vojvodini.
Povijesni je kuriozitet da premda su glasovi Hrvata bili disperzirani u dvije stranke, zbog čega se i radilo na ponovnom ujedinjenju, Hrvati iz Vojvodine nikad prije nisu imali veći broj zastupnika u Subotici nego kao kad su usporedno postojale te dvije stranke, 13 u Subotici i 2 u pokrajini.

## Vanjske poveznice
- Zvonik Osnovan "Hrvatski narodni savez"
- Radio-Subotica Kronologija formiranja jedne partije
- Hrvatska riječ Suradnja i konsenzus su neophodni, 20. listopada 2003.